# Radiometr RBGT-62
Radiometr RBGT-62 – czechosłowacki przyrząd dozymetryczny, używany między innymi w ludowym Wojsku Polskim, przeznaczony do rozpoznawania skażeń promieniotwórczych.

## Charakterystyka przyrządu
Radiometr RBGT-62 był przyrządem dozymetrycznym. W Wojsku Polskim wszedł do użycia na początku lat 60. XX w. i zastąpił używane do tego czasu radiometry produkcji radzieckiej. Pod koniec lat 60. XX w. RBGT-62 zastępowane były sukcesywnie przez rentgenoradiometry DP-66.
Dane taktyczno-techniczne
- masa urządzenia – 2,4 kg
- zakres:
  - pierwszy – 0 do 2500 rozp/min/cm²
  - drugi – 0 do 25000 rozp/min/cm² (przy położeniu główki sondy B1)
  - trzeci – 0 do 250000 rozp/min/cm² (przy położeniu główki sondy B2)

Przyrząd umożliwiał też pomiar mocy dawki promieniowania gamma, w zależności od podzakresu, odpowiednio do 1, 10 i 100 mR/h.